# Kleinlesau
Kleinlesau ist ein Gemeindeteil der Stadt Pottenstein im Landkreis Bayreuth (Oberfranken, Bayern). Kleinlesau liegt in der Gemarkung Haßlach.

## Lage
Der Weiler liegt auf freier Flur, etwa 3,5 km nordwestlich von Pottenstein. Ein Anliegerweg führt zur Kreisstraße BT 26 nach Pottenstein. Etwas abgesetzt im Südwesten an der BT 26 befindet sich ein später entstandener Teil des Ortes mit einem Campingplatz.

## Geschichte
Die erste sichere Erwähnung des Ortes stammt aus dem Jahr 1398. Damals war Kleinlesau eine Wüstung. Der Ortsname geht zurück auf das altslawische Wort lěsъ für Wald, Waldleute.
1421 stand dort ein Schafhof. 1432 besaß die Familie von Egloffstein den Zehnt.
Der Gemeindeteil der ehemaligen Gemeinde Haßlach wurde im Zuge der Gebietsreform in Bayern zusammen mit seinem Hauptort im Jahr 1972 in Pottenstein eingegliedert.